# Persay Andor
Persai Persay Andor Lajos (Nemesvid, 1889. május 30. – Nova, 1938. február 27.) novai okleveles gyógyszerész, gyógyszertár-tulajdonos, az 1919-es alsólendvai ellenforradalom egyik résztvevője, a "Nova es Vidéke Takarékpénztár Részvenytársaság" igazgatósági tagja, iparhatósági biztos, a Ferenc József arany érdemkereszt, valamint az osztrák vitézségi érem tulajdonosa.

## Családja és származása

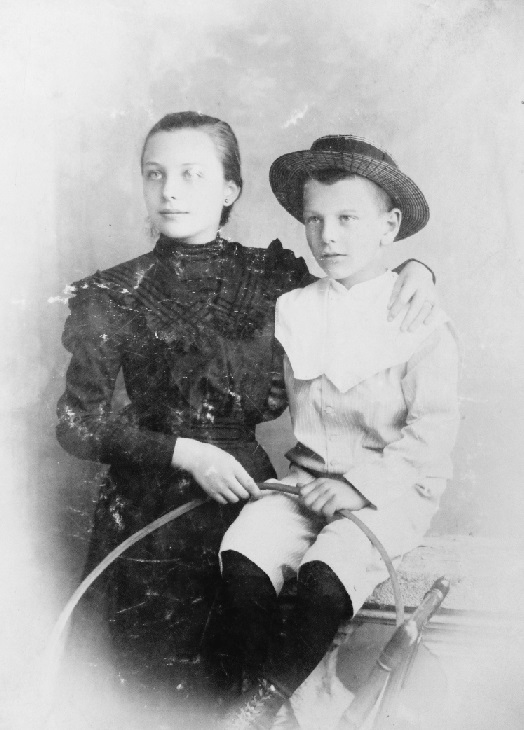
dr. boldogfai Farkas István sümegi főszolgabíróné persai Persay Erzsébet Julianna (1885–1913), és öccse, Persay Andor (1889–1938), zalanovai gyógyszerész; Persay Gyula két gyermeke.

A Pest vármegyei római katoliku nemesi származású persai Persay család sarja. Apja, persai Persay Gyula (1855–1924), okleveles gyógyszerész, novai gyógyszertár-tulajdonos, Zala megyebizottsági tag, a "Nova és Vidéke Takarékpénztár Részvénytársaság" vezérigazgatója, a Tulipán Szövetség novai fiók társelnöke, a Függetlenségi és Negyvennyolcas Párt novai vezetője, anyja, a polgári származású Kim Margit Vilma (1865–1956) asszony. Apja első felesége, persai Persay Gyuláné nemeskéri Kiss Erzsébet (1867–1888) asszony, aki korán hunyt el. Apai nagyszülei persai Persay János (1813–1870), áporkai földbirtokos, a Lovaregylet tagja, és tornóczi Szalay Terézia (1819–1857) asszony voltak. Tekintélyes felmenői között, az apai ükanyja, az ősi nemesi tápióbicskei birtokos bicskei Bitskey családból való nemes Takáts Ádámné bicskei Bitskey Abigail (1758–1846) úrnő található, akinek az szülei idősebb bicskei Bitskey István (1703–1773) úr, tápióbicskei birtokos, és nemes Csebi Katalin (1720–1797) voltak. Persay Andor apai nagynénje, persai Persay Vilma (1853–1915), akinek a férje, somlóaljai dr. Vecsey Gyula (1837–1912), Pest vármegye főorvosa, a Gödöllői Királyi palota-orvosa volt. Egyetlen testvére, az apja első feleségétől származó persai Persay Erzsébet Julianna (1885–1913) asszony, akinek a férje, dr. boldogfai Farkas István (1875–1921), jogász, a sümegi járás főszolgabírája volt. Apjának az elsőfokú unokatestvére, dr. Persay Ferenc, jogász, Bars vármegye alispánja, a Magyarország Területi Épségének Védelmi Ligájának a jeles tagja, a Honvédelmi Párt korelnöke. Persay Andornak az anyai nagybátyjai: Kim Gáspár (1847–1909), ügyvéd, Baranya vármegye árvaszéki ülnöke, valamint Kim Andor (1860–†?), a Tolna vármegyei felsőirégi uradalom ispánja, muthpusztai uradalmi kasznár, a „Felső-Iregh és Vidéke Takarékpénztár” alapító tagja. Persay Andornak az anyai nagynénjei: Kim Flóra (1870–†?), akinek az első férje remetei és poganyestei Kormuth Imre (1864–1900), csanádpalotai gyógyszerész, és a második férje Sztanek József (1872–1912), érsekvadkerti gyógyszerész, Kim Terézia (1844–1907), akinek a férje Ámon Sándor (1843–1912), marcali bábsütő mester, „Marcali takarék pénztár” igazgatósági tagja, valamint Kim Ida (1852–†?), akinek a férje nemes Hagyárosy Gyula (1848–†?), szabási jegyző.

## Élete
Persay Andor (1889–1938) novai gyógyszerész, a Kőszegi Bencés Gimnáziumban, majd a zalaegerszegi Deák Ferenc állami gimnáziumban tette le az alaptanulmányait. A Budapesti Királyi Magyar Tudomány-Egyetemen okleveles gyógyszerészként végzett 1913-ban. Az első világháború alatt a Vöröskeresztnek tett katonai-gyógyszerészi szolgálatai elismeréséül 1917. november 5-én, I. Ferenc József magyar király a Ferenc József arany érdemkereszttel, valamint az osztrák vitézségi éremmel tüntette ki Persay Andort. A Magyarországi Tanácsköztársaság elején kitört kommunista elleni alsólendvai ellenforradalom egyik résztvevője, a novai ellenállás vezetője; az ellenforradalom leleplezésekor Grazba menekült, majd a Tanácsköztársaság vége után visszatért Magyarországra. Apja Persay Gyula 1924-ben hunyt el; ezután Persay Andor teljesen átvette az írányítást az 1886-ban megalapított novai "Őrangyal" nevű gyógyszertárnak. Persay Andor a "Nova és Vidéke Takarékpénztár Részvénytársaság"-nak az igazgatósági tagja volt 1925-től egészen haláláig 1938-ig.
Persay Andor 1938. február 27.-én Nován hunyt el.

## Házassága és gyermekei
Persay Andor Nován, 1935. november 9-én vette el Varga Arankát (*Nován, 1913. május 26.–†?), Varga Ferenc (1875–1926), novai fazekasmester, és Lábodi Anna (1881–†?) leányát. Varga Aranka apai nagyszülei Varga József (1840–1892), novai fazekasmester, és a zalai nemesi származású mikefai Czigány Anna (1844–†?) asszony voltak; Varga Józsefné mikefai Czigány Anna szülei  mikefai Czigány János (1812–†?), mikefai közbirtokos, és mikefai Czigány Julianna (1807–1878) asszony voltak. Mikefai Czigány János szülei mikefai Czigány Ignác (1790–1844), földbirtokos és Fejér Terézia; Czigány Julianna szülei mikefai Czigány Farkas (1764–1830), közbirtokos és Vépi Erzsébet voltak. Persay Andorné Varga Arankának az anyai nagyszülei Lábodi László (1854–1926), 76.-dik zászlóaljú honvéd, és Babati Rozália (1859–1922) voltak. Varga Arankától Persay Andornak egy fiú- és egy leánygyermeke született: 
- Persay Gyula András (*Nova, 1935. augusztus 26.–Budapest, 2020. július 27.), vegyészmérnök, 1956-os szabadságharcos nemzetőr, a rádiós csoport tagja. Neje: Keller Edit[33] Ennek a Persay Gyulának egyetlenegy lánya született, akivel fiúágon kihalt a Persay családnak ez az ága.
- Persay Katalin (*Nova, 1936. szeptember 30.-†Budapest, 2015. május 30.) Férje: dr. Dolmányos István (*Nagykanizsa, 1924. július 15.- †Kaposvár, 2006. június 4.), ügyvéd.